# Им Сын Хви
Им Сын Хви (кор. 임승희; 3 февраля 1946, ?) — северокорейский футболист, полузащитник, участник чемпионата мира 1966 года.

## Карьера

### Чемпионат мира 1966
Им Сын Хви является участником чемпионата мира 1966 года в составе сборной КНДР. В отборочном турнире к чемпионату он сыграл в двух стыковых матчах с Австралией, на самом чемпионате принял участие в четырёх встречах своей команды, включая четвертьфинал Португалией.
| Матчи и голы Има Сын Хви за сборную КНДР | Матчи и голы Има Сын Хви за сборную КНДР | Матчи и голы Има Сын Хви за сборную КНДР | Матчи и голы Има Сын Хви за сборную КНДР | Матчи и голы Има Сын Хви за сборную КНДР | Матчи и голы Има Сын Хви за сборную КНДР | Матчи и голы Има Сын Хви за сборную КНДР |
| ---------------------------------------- | ---------------------------------------- | ---------------------------------------- | ---------------------------------------- | ---------------------------------------- | ---------------------------------------- | ---------------------------------------- |
| №                                        | Дата                                     | Место проведения                         | Соперник                                 | Счёт                                     | Голы                                     | Турнир                                   |
| 1                                        | 21 ноября 1965                           | Пномпень, Камбоджа                       | Австралия                                | 6:1                                      | 1                                        | Отбор к ЧМ-1966 (стыковой матч)          |
| 2                                        | 24 ноября 1965                           | Пномпень, Камбоджа                       | Австралия                                | 3:1                                      | -                                        | Отбор к ЧМ-1966 (стыковой матч)          |
| 3                                        | 12 июля 1966                             | Мидлсбро, Англия                         | СССР                                     | 0:3                                      | -                                        | Чемпионат мира 1966                      |
| 4                                        | 15 июля 1966                             | Мидлсбро, Англия                         | Чили                                     | 1:1                                      | -                                        | Чемпионат мира 1966                      |
| 5                                        | 19 июля 1966                             | Мидлсбро, Англия                         | Италия                                   | 1:0                                      | -                                        | Чемпионат мира 1966                      |
| 6                                        | 23 июля 1966                             | Ливерпуль, Англия                        | Португалия                               | 3:5                                      | -                                        | Чемпионат мира 1966                      |

Итого: 6 матчей / 1 гол; 3 победы, 1 ничья, 2 поражения.